# كيم سامويل
سامويل أرندوندو كيم (ولد في 17 يناير 2002؛ المعروف سابقا باسم بانش)، ويشار إليه بمفرده باسم سامويل، وهو مغني أمريكي مقره في كوريا الجنوبية. معروفٌ بإشتاركه في البرنامجِ التنافسي في الموسم الثاني من برنامجِ الواقعي «إنتاج 101». وكان عضوا في الثنائي الهيب هوب 1PUNCH.

## تاريخ

### 2012–2013: قبل الظهور
قدم سامويل أول ظهور له في سنِ الحادي عشر عاما، عندما ظهر في سلسلة البث المباشر سفنتين تيفي كمتدرب تحت وكالة بليديس إنترتينمينت. في عام 2013، غادر الوكالة.

### 2015–2016: 1PUNCH وتعاون مَع سايلنتو
في عام 2015، ظهرَ سامويل لأول مرة كجزء من الثنائي الهيب هوب باسم 1PUNCH(ون بانش) بجانِب مغني الراب ون - بتعاون بينَ وكالة برايف إنترتينمينت ودي-بزنس إنترتينمينت، واستخدم 'بانش' كاسمه المسرحي.ترسَم في 23 يناير مع الإفراج عن «تورن مي باك». بعد ثمانية أشهر، تَم الاعتراف بالعضو ون من قبل شركة واي جي إنترتينمنت، مما أدى إلى تفكك الثنائي. تعاونَ سامويل بجانبِ سايلنتو تحت اسم «بانش»، بإغنية «سبوتليت» في عام 2016, كما فازوا بجائزة 26 سيول الموسيقى للتعاون العالمي. وانضم بعد ذلك إلى جولة سيلنتو في الولايات المتحدة.

### 2017: إنتاج 101 والظهور المنفرد
في نيسان 2017، شارك سامويل في الموسم الثاني من برنامج التنافسي  إنتاج 101 تحت اسمه الحقيقي (كيم سامويل)، الذي مَثلَ من خلالِ مشاركته وكالتهُ برايف إنترتينمينت. خلال الإقصاء الأول كان في المرتبة الثانية، وللأسف ومع ذلك لَم يكن من ضمن الفائزين الـ11 الذين اصبحوا الآن ضمن فرقة واناون، بَل إحتلَ المركز الـ18 في نهاية البث من أصلِ 101 مشترك. وجاءت النتيجة مفاجأة لبعض المشاهدين الذين توقعوا أن يصبح سامويل جزءا من تشكيلة واناون. 
ترسمَ سامويل كفنان منفرد في 2 آب.  مع أول البوم له  [سكستين]، العديد من الفنانين بما في ذلك مغني الراب تشانغمو، ذكروا في عنوان «سكستين».

## ديسكوغرافيا

### أسطوانات مطولة
| العنوان | تفاصيل الألبوم | التصنيف في المخططات | التصنيف في المخططات | البيع               |
| العنوان | تفاصيل الألبوم | KOR Gaon            | US World            | البيع               |
| ------- | --- | ------------------- | ------------------- | ------------------- |
| Sixteen | - Released: August 2, 2017 - Label: Brave Entertainment - Formats: CD، digital download Track list 1. Jewel Box 2. Sixteen (feat.Changmo) 3. I Got It (feat. Maboos) 4. With U (feat. كيم تشونغ ها) 5. 123 (feat. Maboos) 6. I'm Ready | 4                   | سوف يتم الإعلان عنه | سوف يتم الإعلان عنه |

### الاغانى
| العنوان                                                                  | السنة | التصنيف في المخططات | التصنيف في المخططات | البيع            | الألبومات        |
| العنوان                                                                  | السنة | KOR Gaon            | US World            | البيع            | الألبومات        |
| ------------------------------------------------------------------------ | ----- | ------------------- | ------------------- | ---------------- | ---------------- |
| "Spotlight" (with سايلنتو)                                               | 2016  | —                   | —                   | —                | Non-album single |
| "Sixteen" (feat. Changmo)                                                | 2017  | 88                  | —                   | - كوريا: 22,655+ | Sixteen          |
| "-" يشير إلى الأغاني التي لم تخطط أو لم يتم الإفراج عنها في تلك المنطقة. |       |                     |                     |                  |                  |

## فيلموغرافيا

### تلفزيون الواقع
| السنة | العنوان              | القناة | ملاحظات |
| ----- | -------------------- | ------ | ------- |
| 2012  | Made In U            | JTBC   | متسابق  |
| 2017  | Produce 101 Season 2 | Mnet   | متسابق  |

## جوائز وترشيحات
| السنة | الجائزة                 | التصنيف               | العمل المرشح             | النتائج |
| ----- | ----------------------- | --------------------- | ------------------------ | ------- |
| 2017  | 26th Seoul Music Awards | جائزة التعاون العالمي | "Spotlight" with Silentó | فوز     |

## روابط خارجية
- كيم سامويل على موقع ميوزك برينز (الإنجليزية)